# Cyanopica cooki
El rabilargo ibérico (Cyanopica cooki), también denominado rabúo y mohíno, es una especie de ave paseriforme de la familia Corvidae endémica del oeste de la península ibérica.

## Taxonomía
Es una de las dos especies pertenecientes al género Cyanopica (de Cyano = azul y pica = urraca, es decir, urraca azul). La otra especie perteneciente a este género es el rabilargo asiático (Cyanopica cyanus), en la que anteriormente se incluía como subespecie al rabilargo ibérico. Es decir, antes se consideraban estos dos taxones coespecíficos, pese a la distancia de 9000 km que los separaba. No obstante, los análisis genéticos recientes muestran que se trata de dos especies diferentes. El rabilargo ibérico es una especie monotípica, por lo que no se reconocen subespecies de la misma.

## Descripción
El rabilargo es un córvido pequeño, de unos 34–36 cm de longitud y 65–76 g de peso. Se caracteriza por su larga cola en relación con el cuerpo y sus alas cortas. Su plumaje es muy singular, con un capirote negro, la garganta blanca, el cuerpo leonado y las alas y la cola azul. Las patas son negras, al igual que el pico, mientras que los ojos son de color marrón oscuro con un fino anillo periocular negruzco. En términos de aspecto, resulta prácticamente indistinguible de su pariente asiático, con la salvedad de que, a diferencia de éste, no posee la punta de las plumas de la cola de color blanco, además de una coloración ventral de una tonalidad aún más tendiendo al rosado.

## Distribución y hábitat

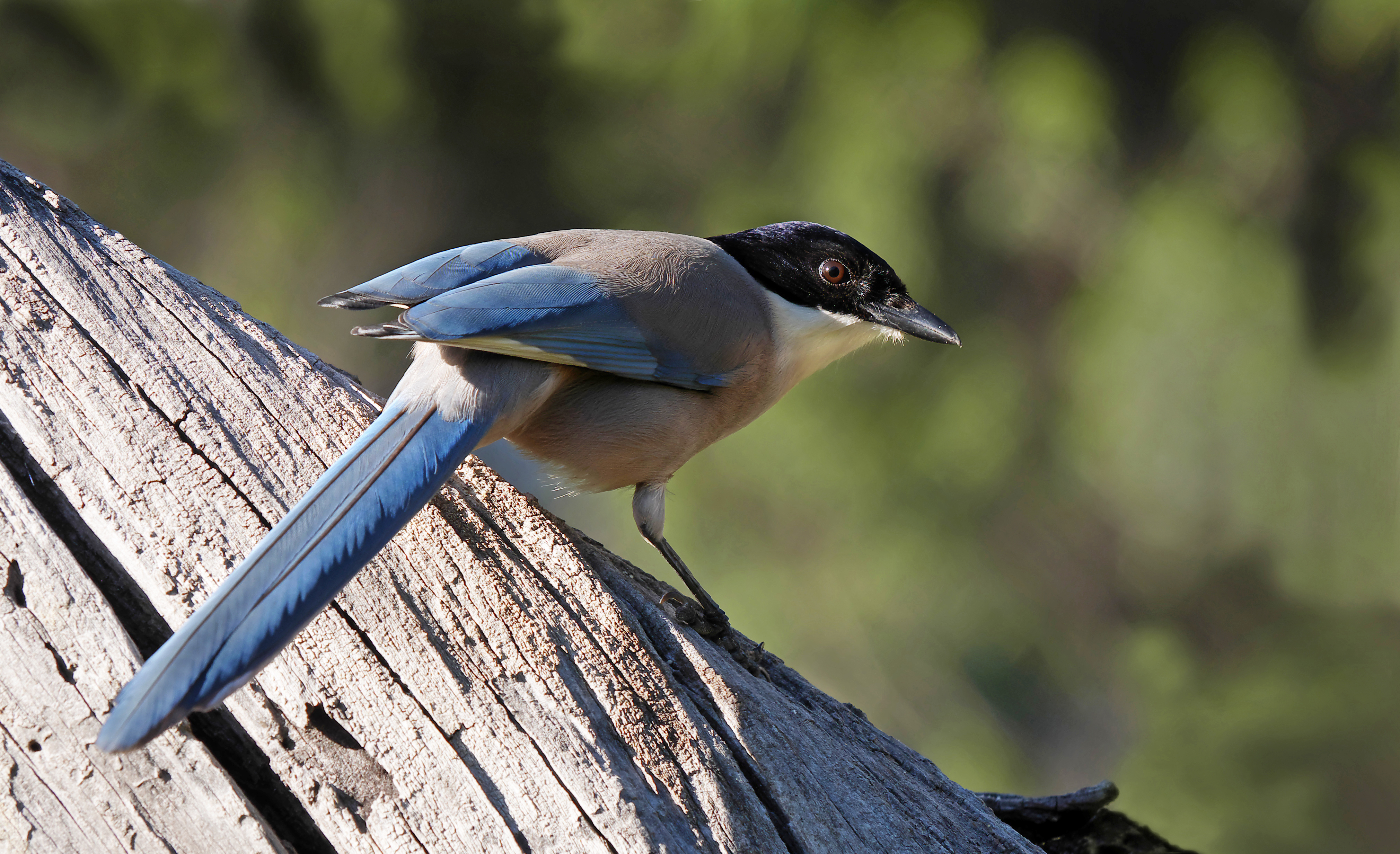
Ejemplar de rabilargo en la sierra de Andújar (Jaén).

Como se desprende de su nombre común, el rabilargo es endémico de la península ibérica. Se trata de aves generalmente sedentarias, que pueden realizar migraciones altitudinales durante los meses fríos. Los avistamientos aislados de ejemplares de esta especie en Navarra y Labort sugerirían, sin embargo, movimientos de mayor envergadura. Recientemente ha habido avistamientos de algunos especímenes incluso en el norte de Italia.
El hábitat del rabilargo ibérico está representado por bosques mediterráneos, dehesas y huertos en el sudoeste y centro de la península ibérica, tanto en España como en Portugal. El rabilargo ibérico también coloniza olivares, plantaciones de alcornoques y en ocasiones jardines y parques. Sin embargo, en comparación con el rabilargo asiático, estas aves toleran menos presencia humana y son menos habituales de detectar en áreas antropizadas.
La presencia en lugares tan distantes geográficamente (península ibérica y extremo oriente) de dos especies tan próximas taxonómicamente (rabilargo ibérico y rabilargo asiático, respectivamente) continúa siendo un misterio para el que todavía no hay una explicación definitiva. Una de las teorías más extendidas suponía que algunos ejemplares llegaron a la península ibérica en el s. XVI a través de los intercambios comerciales que los marineros portugueses mantenían con extremo oriente, pero los recientes descubrimientos de restos fósiles de rabilargo en Gibraltar (Cooper, 2000) datados en más de 40 000 años, así como los análisis genéticos de ambas poblaciones realizados por Cardia (2002) y Fok et al. (2002) descubriendo importantes diferencias genéticas entre ambas poblaciones, han refutado dicha teoría. En consecuencia, la especie ibérica, antes considerada una subespecie de la asiática, ha sido reconocida como una especie distinta. La teoría más aceptada actualmente es la de la separación de ambas poblaciones tras alguna de las últimas glaciaciones vividas en Eurasia.

## Alimentación
La alimentación del rabilargo ibérico, tal y como ocurre en la mayoría de córvidos, es omnívora, y se basa principalmente en pequeños invertebrados y sus larvas, complementada con bellotas (semillas de quercíneas) y piñones (semillas de pino piñonero y pino rodeno), frutos rojos y bayas, además de restos de comida en parques y ciudades, huevos de otras aves, cereales, e incluso peces pequeños. Las hormigas son la presa más frecuente durante todo el año, excepto en primavera, cuando son reemplazadas por una amplia variedad de otras presas como ortópteros, dípteros y coleópteros, aunque estos últimos incluso mantienen una frecuencia razonablemente constante en todas las estaciones del año. También son presas fundamentales en la dieta de los rabilargos las lombrices.

## Comportamiento

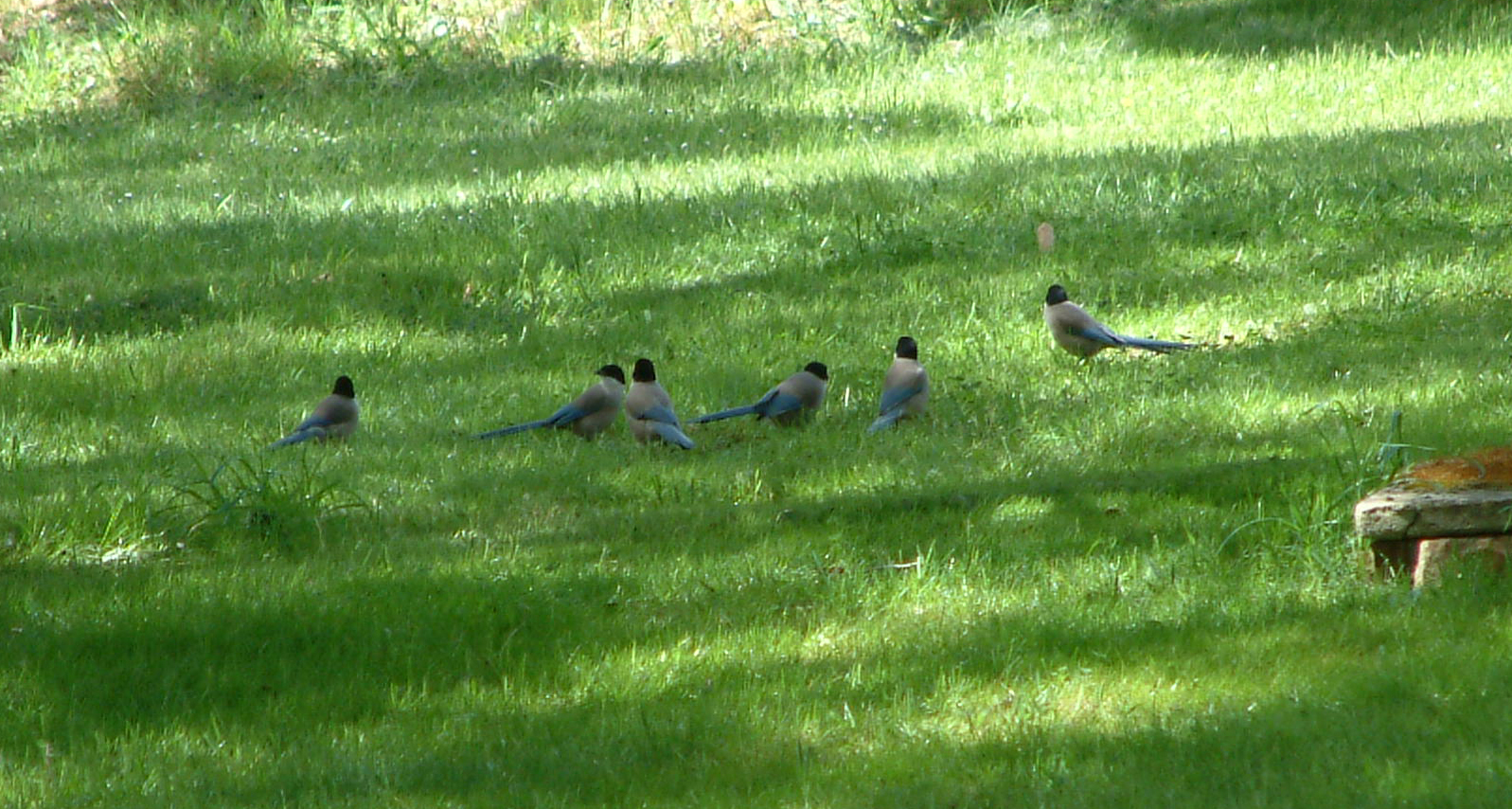
Grupo de rabilargos en el suelo.

El rabilargo es un ave de hábitos de vida diurnos que, fuera de la época reproductiva, vive en grupos bastante numerosos (más de veinte individuos) y ruidosos, que pasan la mayor parte del día buscando alimento en el suelo, entre los arbustos o entre las ramas de los árboles, dependiendo de la disponibilidad del momento. Estos grupos pueden ser familiares o agrupaciones mayores, en ocasiones de varias decenas de individuos. Los grupos son bastante flexibles y pueden intercambiar miembros con otros grupos que se encuentran por casualidad durante sus movimientos, sin embargo dentro de ellos las parejas son casi siempre bien identificables y rara vez se separan. El mayor tamaño de grupo suele alcanzarse durante los meses de invierno.

## Reproducción

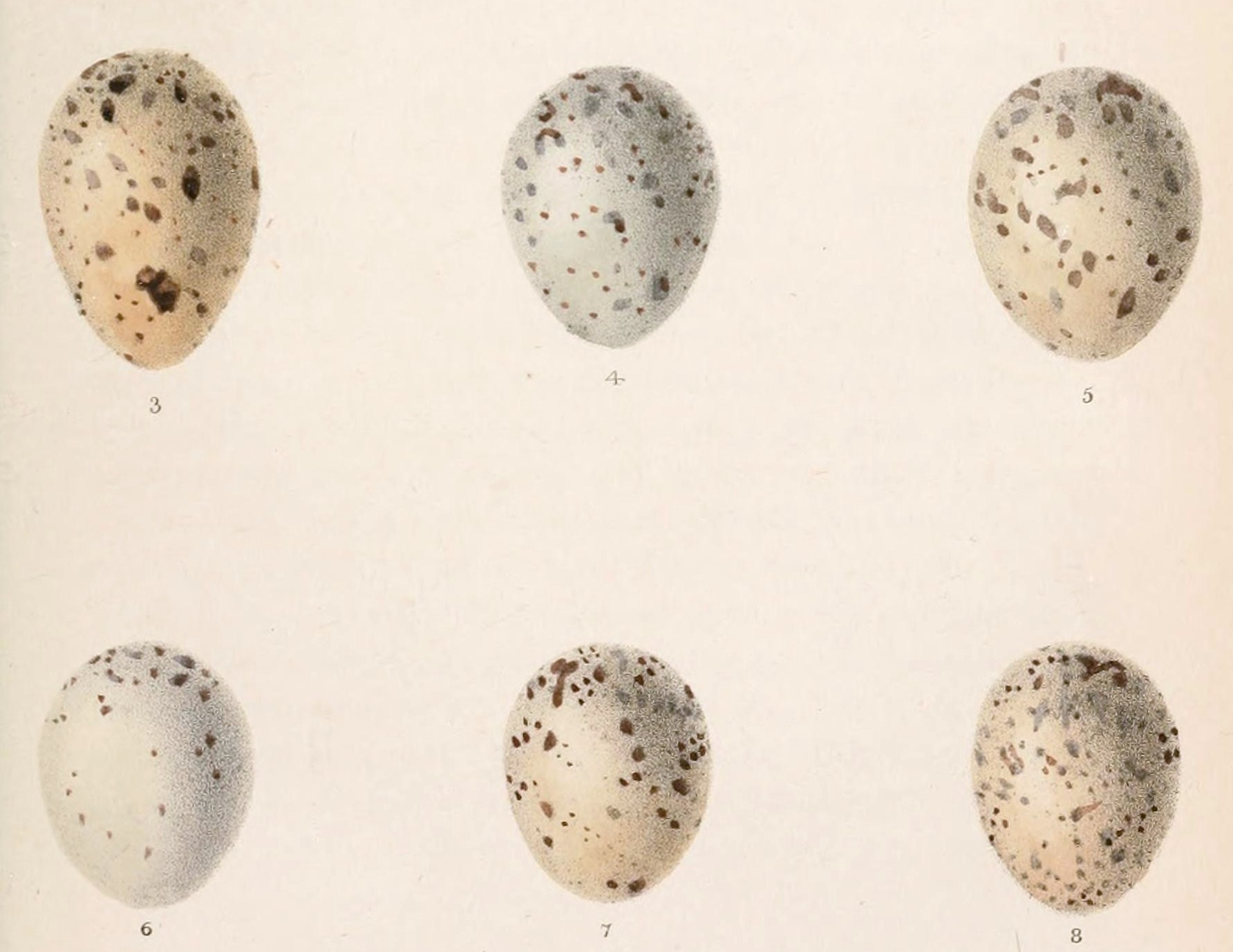
Ilustración de los huevos de rabilargo.

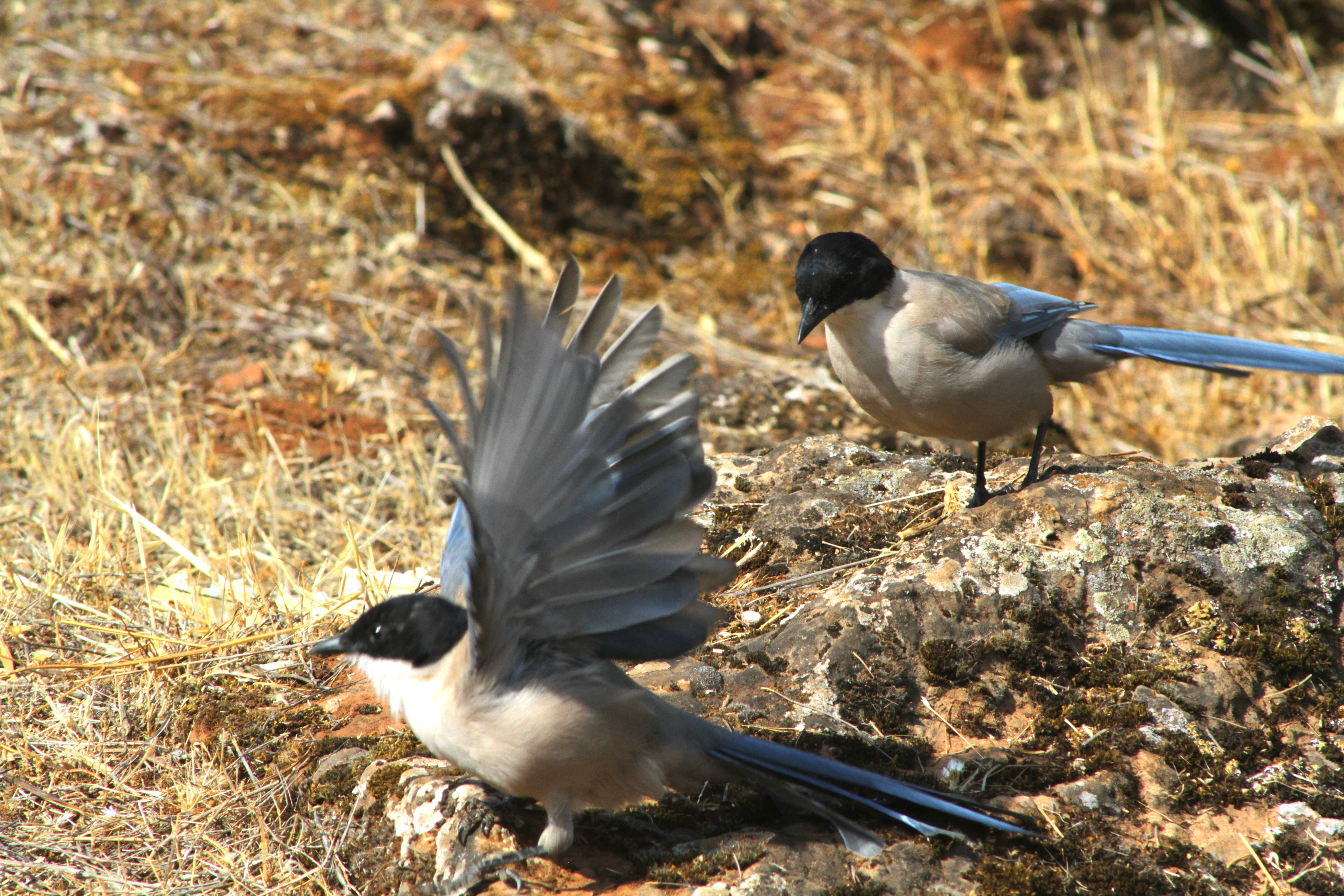
Pareja de rabilargos en una dehesa de Cáceres.

Es durante los meses de abril y mayo cuando los rabilargos ibéricos comienzan su periodo reproductivo, que se suele retrasar algo más en las zonas altas, continuando hasta finales de junio. Los rabilargos son aves monógamas, cuyas parejas duran años. Las parejas tienden a aislarse de su bandadas, anidando en pequeñas colonias y reuniéndose con los otros miembros del grupo solo durante la búsqueda de alimento. Los rabilargos suelen anidar en árboles formando colonias poco agregadas, con un nido en cada árbol. Los nidos son construidos en ramas sobre la copa del árbol por ambos sexos con ramitas entrelazadas y fibras vegetales. El tamaño medio de la puesta es de 6,2 huevos, que se incuban durante alrededor de un par de semanas por las hembras. Mientras tanto, el macho mantiene a raya el entorno y ahuyenta a los intrusos que se acerquen demasiado al nido. Tras la eclosión de los huevos, los polluelos son alimentados por las hembras con ayuda de los machos durante unos diez días. Después de este periodo, los polluelos comienzan a asomarse del nido y vuelan transcurridas unas tres semanas desde el nacimiento, pero continúan permaneciendo con sus padres durante un período similar antes de formar grupos con otros jóvenes que acaban de emanciparse de sus padres. Sólo el 32 % de los intentos de puesta tienen éxito, con una media de 5,1 pollos volados por nido.